# Mandylion (álbum)
Mandylion es el tercer álbum de estudio de la banda neerlandesa The Gathering, publicado en 1995. Este disco supuso un cambio muy importante en el rumbo de la música del grupo, dado que fue el primero en el que participaba una nueva cantante fichada poco tiempo antes por la banda. Anneke van Giersbergen debutaba además escribiendo las letras de los temas vocales, y demostró una fuerza y carácter inagotables, además de una técnica muy pulida y un amplio registro vocal.
El disco fue un gran éxito de crítica y público en toda Europa, y supuso el despegue definitivo de la banda, que con el tiempo ha ido evolucionando su estilo hasta desembocar en lo que la propia Anneke ha definido como "Trip Rock", más atmosférico y menos gótico que en este primer álbum.
"Leaves" y "Strange Machines" fueron lanzados como sencillos con su respectivo vídeoclip.

## Lista de canciones
1. "Strange Machines" – 6:04
2. "Eléanor" – 6:42
3. "In Motion #1" – 6:56
4. "Leaves" – 6:01
5. "Fear the Sea" – 5:50
6. "Mandylion" – 5:02
7. "Sand and Mercury" – 9:57
8. "In Motion #2" – 6:08

## Lista de canciones, reedición de 2005
En 2005, Century Media lanzó una re-edición de dos discos del álbum. El segundo disco consiste en grabaciones demo como también el video de la canción "Leaves". La lista de temas es la siguiente:
1. "In Motion #1"*
2. "Mandylion"*
3. "Solar Glider (Instrumental)"* (Nunca antes lanzado)
4. "Eléanor"**
5. "In Motion #2"**
6. "Third Chance"** (finalmente lanzado en Nighttime Birds)
7. "Fear the Sea"**

Temas marcados con * fueron grabados en junio de 1994 en Beaufort Studio, y los temas marcados con ** fueron grabados a principios de 1995 en Double Noise Studio en Tilburg.
- Datos: Q1889150